# Klaus Münster
Klaus Münster (* 3. September 1935 in Bad Köstritz) ist ein deutscher Schauspieler und Synchronsprecher.

## Leben und Wirken
Münster wuchs in der DDR auf und nahm dort drei Jahre lang Schauspielunterricht in Berlin, um anschließend in Zittau und Cottbus Theater zu spielen. Seit Beginn der 1960er Jahre im Westen ansässig, setzte er dort seine Arbeit am Theater (München, Wien und West-Berlin: Renaissance-Theater, Junges Theater, Hansa-Theater) fort. Daneben ging er häufig auf Gastspielreisen, unter anderem mit Helene Thimig.
Im Rahmen der Ensemblebühne Die Brücke unter der Leitung von Dieter Brammer und Joost Siedhoff war Münster vom 1. April bis Ende Dezember 1973 auf großer Ostasien-, Ozeanien- und Nordamerikatour (Tourneestationen u. a.: Rangun, Kuala Lumpur, Bangkok, Tokio, Canberra, Hobart, Adelaide, Honolulu, Seattle, Chicago, Montreal, Boston, Washington, D.C. und New York).
Seit 1963 steht Münster vor Film bzw. Fernsehkameras und belegte in den folgenden Jahrzehnten das Fach der klassischen Charge. Er spielte in einer Fülle von Produktionen Nebenrollen, wirkte aber in den frühen 70er Jahren auch in einer Anzahl von für die Bahnhofskinos konzipierten Softsex-Streifen mit, in denen er gutbürgerliche Typen (immer wieder Ehemänner und einfache Angestellte) verkörperte. Erst in der zweiten Hälfte desselben Jahrzehnts kamen auch Angebote vom anspruchsvollen Kinospielfilm hinzu, und Münster trat in Inszenierungen von angesehenen Regisseuren wie Franz Peter Wirth, Wolfgang Staudte, Fritz Umgelter, Theodor Kotulla, Hans W. Geißendörfer, Rainer Wolffhardt, Michael Verhoeven und Vicco von Bülow auf. Die Rollen blieben auch weiterhin eher klein, etwa DDR-Grenzsoldat, Geldtransporterfahrer, Briefträger, Brigadier, Kaufhauskunde oder Landarbeiter. Seine einzige Hauptrolle spielte er in Talfahrt. In der Telenovela Sturm der Liebe verkörperte er im Juli 2013 Joseph Dietrich.
Neben seinen über zweihundert Rollen vor der Kamera hat Münster auch als Synchronsprecher gearbeitet. In den 1980er-Jahren schrieb und moderierte er beim Sender Freies Berlin die ARD-Reihe Pickwick-Club – Merkwürdigkeiten des Alltags.

## Filmografie (Auswahl)
- 1961: Der Bauer als Millionär
- 1963: Ein Alibi zerbricht
- 1963: Das alte Hotel (Fernsehserie, 1 Folge)
- 1964: Ein Volksfeind (Fernsehfilm)
- 1966: Irrungen, Wirrungen (Fernsehfilm)
- 1966: Die Trennung (Fernsehfilm)
- 1966: Förster Horn (Fernsehserie, 1 Folge)
- 1967: Der Reichstagsbrandprozeß (Fernsehfilm)
- 1967: Landarzt Dr. Brock (Fernsehserie, 5 Folgen)
- 1967: Anastasia (Fernsehfilm)
- 1968: Das Kriminalmuseum (Fernsehserie, 1 Folge)
- 1970: Atemlos vor Liebe
- 1971: Wir hau’n den Hauswirt in die Pfanne
- 1971: Ein Vogel bin ich nicht (Fernsehfilm)
- 1973: Floris von Rosemund (Fernsehserie)
- 1973: Urlaubsgrüße aus dem Unterhöschen
- 1974: Tatort – Acht Jahre später
- 1974: Der kleine Doktor – Die Notbremse
- 1974: Tatort – Zweikampf
- 1974: Hey Marie, ich brauch mehr Schlaf, auf ins blaukarierte Himmelbett
- 1974: Bohr weiter, Kumpel
- 1974: Schulmädchen-Report. 7. Teil: Doch das Herz muß dabei sein
- 1974: Die Kriegsbraut
- 1975: Tatort – Die Abrechnung
- 1975: Tatort – Tod im U-Bahnschacht
- 1976: Freiwillige Feuerwehr
- 1976: Eierdiebe
- 1976: Die neuen Leiden des jungen W.
- 1976: Die Vertreibung aus dem Paradies
- 1976: Aus einem deutschen Leben
- 1976–1980: Derrick (Fernsehserie, 3 Folgen)
- 1977: Halbe – Halbe
- 1977: Tod oder Freiheit
- 1977: Tatort – Spätlese
- 1978: Neues vom Räuber Hotzenplotz
- 1978: Der Alte (Fernsehserie, 1 Folge)
- 1979: Die wunderbaren Jahre
- 1979: Götz von Berlichingen mit der eisernen Hand
- 1979: Talfahrt
- 1979: Tatort – Maria im Elend
- 1979: Wunder einer Nacht
- 1979: Warum die UFOs unseren Salat klauen
- 1979: Das tausendunderste Jahr
- 1980: Fabian
- 1980: Polizeiinspektion 1 (Fernsehserie, 1 Folge)
- 1980: Sternensommer (Fernsehserie)
- 1981: Die Grenze
- 1981: Der Fuchs von Övelgönne – Ein Pokal geht an Land
- 1981: Nach Mitternacht
- 1981: Heute spielen wir den Boß – Wo geht’s denn hier zum Film?
- 1981: Der Fan
- 1982: Der Westen leuchtet!
- 1982: Die weiße Rose
- 1982: Der Mann auf der Mauer
- 1982: Mit mir nicht, du Knallkopp
- 1983: Schwarzfahrer
- 1983: Happy Weekend
- 1983: Mandara (TV-Serie)
- 1983: Der Androjäger (Fernsehserie, 1 Folge)
- 1984: Versteckt
- 1985: Marie Ward – Zwischen Galgen und Glorie
- 1985: Ein Fall für zwei – Folge 31: Der Versager (TV-Serie)
- 1985: Sturzflug in die Liebe (La chica que cayó del cielo)
- 1985: Die Krimistunde (Fernsehserie, Folge 18 Ein Verbrechen für Mütter)
- 1985: Meier
- 1986: Manuel
- 1987: Ödipussi
- 1989: Der Atem
- 1989–1991: Forsthaus Falkenau (Fernsehserie)
- 1990: Pappa ante portas
- 1990: Wie ein Licht in dunkler Nacht
- 1992: Eine Tunte zum Dessert
- 1994: Glück im Grünen (Fernsehfilm)
- 1995: Der Sandmann (Fernsehfilm)
- 2003: Tatort – Tödliche Souvenirs
- 2005: Enemy (Kurzfilm)
- 2005: Morgen, Findus, wird’s was geben (Synchronsprecher)
- 2006: Das Leben der Anderen
- 2006: Eine Liebe am Gardasee (Fernsehserie)
- 2009: Das Zimmer im Spiegel
- 2010: 4 Tage im Mai
- 2011: Die Sterntaler
- 2011: Herzflimmern – Die Klinik am See
- 2012: SOKO 5113 (Fernsehserie, 1 Folge)
- 2013: Sturm der Liebe
- 2013: München 7
- 2014: Das Langsame und das Immerwährende

## Synchronrollen (Auswahl)

### Filme
- 1992: Sanshi Katsura als Fios Großvater in Porco Rosso
- 1992: Lee Lively als Dr. Segers in Blind Vision – Tödliche Leidenschaft
- 1993: John Francis Lane als Assistent in Anstalt in Das verfluchte Haus
- 1994: Oliver Wallace als Winky in Die Abenteuer von Ichabod und Taddäus Kröte (1949)
- 2005: Eric Sykes als Frank Bryce in Harry Potter und der Feuerkelch
- 2010: Art Frankel als Älterer Mann in Plan B für die Liebe
- 2013: Ray Henwood als Alter Fischer in Der Hobbit: Smaugs Einöde
- 2016: Alan Breck als Großvater John in Ein ganzes halbes Jahr

### Serien
- 1992: Ivan Dixon als Sgt. James Kinchloe in Stacheldraht und Fersengeld
- 1995: James Greene als Verkäufer in Frasier
- 1995: als Nachrichtensprecher in Viper
- seit 1999: Rikako Aikawa als Schiggy in Pokémon
- 2006/2012: als Gustavsson (2. Stimme) in Pettersson und Findus
- 2019: Kenyu Horiuchi als Dr. FranXX in Darling in the FranXX